# Frédéric Monino
Frédéric Monino, né en 1965, est un bassiste français de jazz.

## Biographie
Depuis sa participation à l’Orchestre National de Jazz de Laurent Cugny en 1993, Frédéric Monino est actif sur la scène française et européenne, parcourant le circuit des salles et festivals. Il multiplie les collaborations artistiques comme accompagnateur, des musiques méditerranéennes à la musique brésilienne, du jazz à la musique contemporaine, des musiques traditionnelles à la chanson française, des musiques improvisées au flamenco.
Il travaille avec de nombreux musiciens comme Jean-Marc Padovani, Emmanuel Bex, Stefano Di Battista, François Jeanneau, François Corneloup, Bobby Rangell, Jorge Pardo, Sylvain Luc, Frédéric Favarel, Lucky Peterson, Antoine Hervé, Philippe Deschepper, Louis Winsberg, Nelson Veras, Claude Barthélemy, Marcia Maria, Mônica Passos, Esperanza Fernandez, David Linx, Baly Othmani, Antonello Salis, Clifford Jarvis, François Laizeau, Louis Moutin, Kevan et Bijan Chemirani, etc.
Il développe une carrière de leader, couronnée par un premier album remarqué First Meeting, préfacé par Alain Raemackers et Steve Swallow (2001, Harmonia Mundi).
Il sort en 2006 son deuxième album en leader salué par la critique, Around Jaco, en hommage au bassiste Jaco Pastorius avec Lionel Suarez (accordéon), Stéphane Huchard (batterie), invités François Jeanneau et Thomas de Pourquery (saxophones), Olivier Ker Ourio (harmonica), Louis Winsberg (guitares), Franck Tortiller (vibraphone).

## Pédagogie
- 1999 : Conception de l'association et du site associatif et pédagogique Continuum
- 1999 : Auteur intervenant dans l'ouvrage Rythmes de Daniel Goyone (Outre mesure)
- 2000-2001 : Professeur au conservatoire municipal de musique de Narbonne.
- 2001-2005 : Chargé de cours à la faculté de lettres Paul Valéry de Montpellier, département musicologie Histoire du jazz et Atelier jazz et musiques improvisées

## Discographie sélective
- Dromesko : Big band Lumière de Laurent Cugny, Polygram
- Yesternow, Reminiscing, In tempo, et Merci, merci, merci : Orchestre national de jazz, Universal
- First Meeting : Frédéric Monino Quintet + Stefano Di Battista (sax), Harmonia Mundi
- Fred and Friends et Quelques chansons et autres transformations : Frédéric Favarel Project, DOM
- Cantilènes : Jean-Marc Padovani Septet, Harmonia Mundi
- Around Jaco : Frédéric Monino Trio + François Jeanneau (sax), Franck Tortiller (vibraphone), Thomas de Pourquery (sax), Olivier Ker Ourio (harmonica), Louis Winsberg (guitare), DOM
- Organsong : Emmanuel Bex / Mônica Passos, Naïve
- All the way : Frédéric Monino Quartet + David Linx (chant), Olivier Ker Ourio (harmonica), Pypeline